# Arisaema tosaense
Arisaema tosaense är en kallaväxtart som beskrevs av Tomitaro Makino. Arisaema tosaense ingår i släktet Arisaema och familjen kallaväxter. Inga underarter finns listade.